# 圖爾河

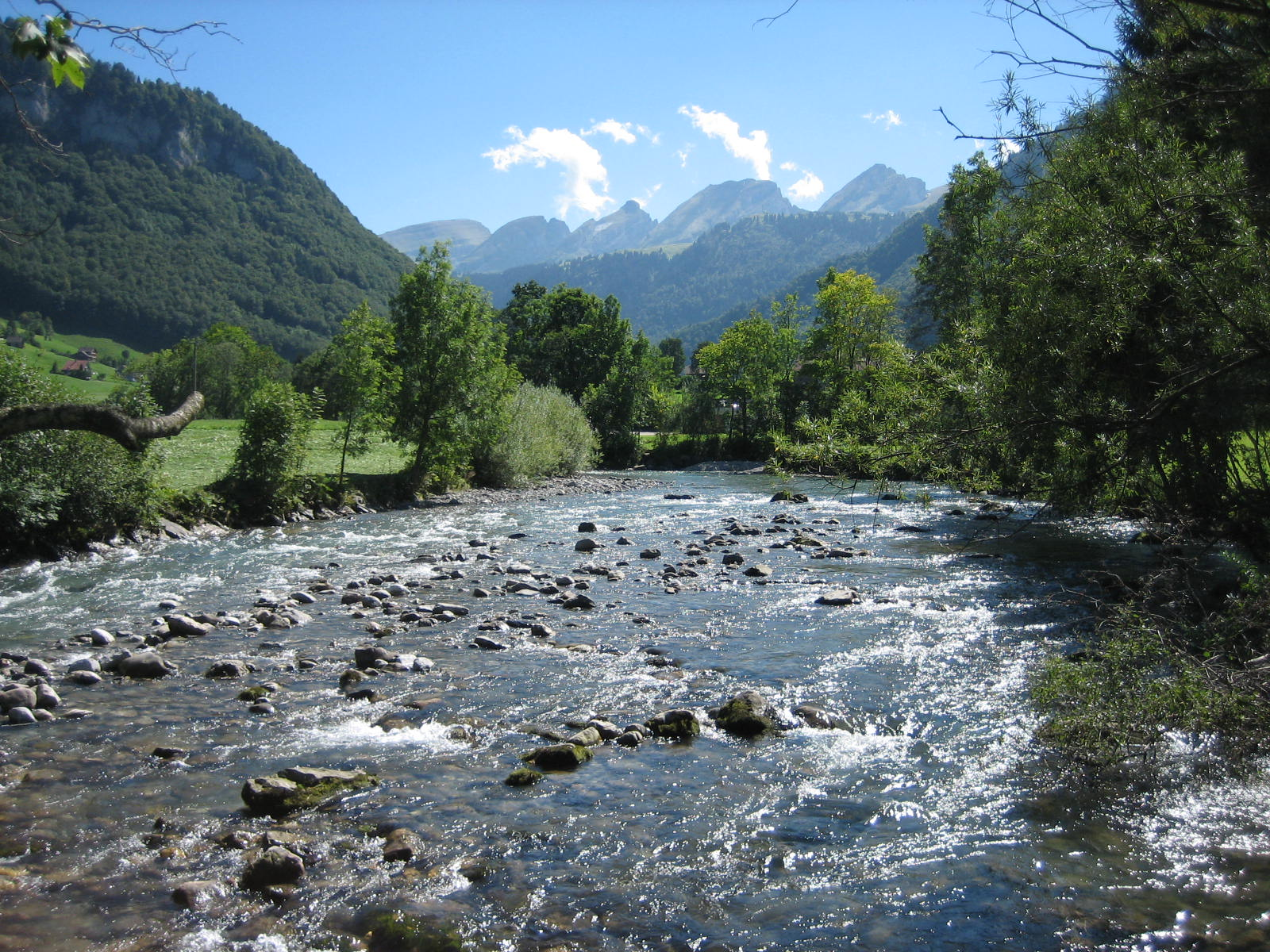

圖爾河（德语：Thur）是瑞士的河流，位於該國東部，發源自森蒂斯峰，最終注入萊茵河，河道全長131公里，集水區面積1,696平方公里，平均流量每秒47立方米。
47°35′34″N 8°35′25″E / 47.59278°N 8.59028°E